# Mémorial américain de Meaux
Le Mémorial américain, également connu sous les noms de La Liberté éplorée (Liberty in Distress), monument américain ou monument de Varredes, est un monument situé à Meaux, en France. La statue est conçue par le sculpteur américain Frederick William MacMonnies et dédiée en 1932 aux Alliés de la Première Guerre mondiale ayant combattu lors de la première bataille de la Marne en 1914, durant la Première Guerre mondiale.
La statue est située dans le nord-est de Meaux, sur la route de Varreddes, à proximité du Musée de la Grande Guerre du pays de Meaux construit en 2011. Elle est inscrite au titre des monuments historiques le 6 février 1990.

## Historique
En 1914, durant la Première Guerre mondiale, les troupes de l'Empire allemand avancent à travers le nord de la France en direction de Paris. En septembre de cette année, près de Meaux, la 6e armée française lance une offensive contre la 1re armée allemande. Dans la bataille qui s'ensuit, connue comme la première bataille de la Marne, les troupes françaises et les troupes anglaises forcent ensemble les Allemands à se retirer, sauvant Paris de l'attaque.
Aux États-Unis, les sympathisants français célèbrent cette victoire. Après la fin de la guerre en 1918, un projet de statue pour commémorer la bataille voit le jour, prenant la forme d'un concours de maquettes remporté par le sculpteur américain Frederick William MacMonnies,. Les fonds nécessaires à la construction de la statue sont levés aux États-Unis et celle-ci est érigée en tant que don des américains au peuple français,.
MacMonnies sculpte en 1922 une première version en bronze de la statue, à l'échelle du corps humain, conservée dans le Mémorial de la Première Guerre mondiale (en) construit la même année à Atlantic City aux États-Unis. Le sculpteur américain Edmondo Quattrocchi réalise le monument composé de 220 blocs de pierre de Lorraine et Thomas Hastings en réalise le socle,. Décrit comme le projet le plus ambitieux de MacMonnies, le monument représente également sa dernière commande d'importance.
La statue, dont la construction prend 14 ans, est inaugurée le 11 septembre 1932 par le président français Albert Lebrun, le président de la chambre des députés Édouard Herriot et des membres de l'association des amis américains de la France et du corps des ambulanciers de l'American Field Service,.
La statue est inscrite au titre des monuments historiques le 6 février 1990.
En 2011, le Musée de la Grande Guerre du pays de Meaux est construit à proximité de la statue.
Le 3 juin 2021, la foudre s'abat sur le monument, détruisant la partie supérieure de la statue. La French Heritage Society apporte son soutien à la restauration du monument.

## Description
Le monument est haut de 26 mètres et chaque côté du socle mesure environ 4,5 mètres. La statue représente une personnification de la Liberté, évoquant également Marianne ou la « France défiante ». Elle est entourée de personnes mortes ou mourantes et tient un bébé dans une main et une épée cassée dans l'autre.
Le mot d'ordre de Joseph Joffre du 6 septembre 1914 est gravé à l'avant du socle :

« Au moment où s'engage le salut du pays, il importe de rappeler à tous que le moment n’est plus de regarder en arrière ; tous les efforts doivent être employés à attaquer et refouler l'ennemi ; une troupe qui ne peut plus avancer devra coûte que coûte garder le terrain conquis et se faire tuer sur place plutôt que de reculer. »

Une inscription en anglais est gravée à l'arrière du socle :

« Ici s'expriment à nouveau les voix silencieuses des fils héroïques de la France qui ont tout osé et tout donné au jour du péril mortel, qui ont repoussé le flot du désastre imminent et qui ont fait vibrer le monde par leur dévouement suprême. »

## Galerie
|                       |
| Arrière de la statue. |

|                     |
| Socle de la statue. |

| |
| Première version en bronze de la statue, sculptée par Frederick William MacMonnies en 1922 (Mémorial de la Première Guerre mondiale (en), Atlantic City). |

|                                                            |
| Statue après avoir été frappée par la foudre en juin 2021. |